# Gmina Beaver (hrabstwo Boone)

Położenie Gminy Beaver w hrabstwie Boone

Gmina Beaver (ang. Beaver Township) – gmina w USA, w stanie Iowa, w hrabstwie Boone. Według danych z 2000 roku gmina miała 191 mieszkańców.